# Раджа Наїнгголан
Раджа Наїнгголан (нід. Radja Nainggolan, нар. 4 травня 1988, Антверпен) — бельгійський футболіст, півзахисник індонезійського клубу «Бхаянгкара». Раніше виступав за національну збірну Бельгії.

## Клубна кар'єра
Народився 4 травня 1988 року в Антверпені. Вихованець юнацьких команд футбольних клубів «Тубантія Боржеру», «Жерміналь-Беєрсхот» та «П'яченца».
У дорослому футболі дебютував 2005 року виступами за команду клубу «П'яченца», в якій провів п'ять сезонів, взявши участь у 71 матчі в рамках Серії B.
Своєю грою за цю команду привернув увагу представників тренерського штабу клубу «Кальярі», до складу якого приєднався 2010 року. Відіграв за головну команду Сардинії наступні чотири сезони своєї ігрової кар'єри. Більшість часу, проведеного у складі «Кальярі», був основним гравцем команди.
На початку 2014 року був орендований римською «Ромою», а за півроку уклав з римським клубом повноцінний контракт. Протягом наступних чотирьох сезонів був основним гравцем «вовків» і одним з лідерів атак столичної команди.
У червні 2018 року перейшов до міланського «Інтернаціонале», сума трансфера склала близько 38 мільйонів євро (24 мільйони грошима + перехід у зворотньому напрямку Давіде Сантона і Ніколо Дзаніоло, гравців сумарною трансферною вартістю в 14 мільйноів євро). Провів у складі міланської команди сезон 2018/19, після чого на умовах річної оренди повернувся до «Кальярі», в якому починав свій шлях в елітному італійському дивізіоні.
Через рік повернувся до «Інтернаціонале», в складі якого зіграв декілька хвилин, що дозволило вперше отримати золоті медалі за чемпіонство. У клубу з'явилися фінансові проблеми і з Раджею не стали продовжувати контракт, щоб розвантажити зарплатну відомість.
В 2021 році перейшов до «Антверпена» в статусі вільного агента, який став першим бельгійським клубом в його дорослій футбольній кар'єрі.

## Виступи за збірні
2004 року дебютував у складі юнацької збірної Бельгії, взяв участь у 3 іграх на юнацькому рівні.
Протягом 2008—2010 років залучався до складу молодіжної збірної Бельгії. На молодіжному рівні зіграв у 15 офіційних матчах, забив 1 гол.
2009 року дебютував в офіційних матчах у складі національної збірної Бельгії. До завершення кар'єри у збірній в 2018 році провів у формі головної команди країни 30 матчів, забивши 6 голів.
| Дата       | Місто            | Господарі            | Результат | Гості                | Турнір           | Голи | Примітки |
| ---------- | ---------------- | -------------------- | --------- | -------------------- | ---------------- | ---- | -------- |
| 29-05-2009 | Чіба             | Бельгія              | 1 – 1     | Чилі                 | Кубок Кірін      | -    |          |
| 11-11-2011 | Льєж             | Бельгія              | 2 – 1     | Румунія              | товариський матч | -    |          |
| 29-02-2012 | Іракліон         | Греція               | 1 – 1     | Бельгія              | товариський матч | -    |          |
| 06-02-2013 | Брюгге           | Бельгія              | 2 – 1     | Словаччина           | товариський матч | -    |          |
| 05-03-2014 | Брюссель         | Бельгія              | 2 – 2     | Кот-д'Івуар          | товариський матч | 1    |          |
| 4-9-2014   | Льєж             | Бельгія              | 2 – 0     | Австралія            | товариський матч | -    | 63'      |
| 10-10-2014 | Брюссель         | Бельгія              | 6 – 0     | Андорра              | КЄвро            | -    |          |
| 13-10-2014 | Зениця           | Боснія і Герцеговина | 1 – 1     | Бельгія              | КЄвро            | 1    |          |
| 28-3-2015  | Брюссель         | Бельгія              | 5 – 0     | Кіпр                 | КЄвро            | -    |          |
| 31-3-2015  | Єрусалим         | Ізраїль              | 0 – 1     | Бельгія              | КЄвро            | -    | 86'      |
| 7-6-2015   | Сен-Дені         | Франція              | 3 – 4     | Бельгія              | товариський матч | 1    |          |
| 12-6-2015  | Cardiff          | Уельс                | 1 – 0     | Бельгія              | КЄвро            | -    |          |
| 3-9-2015   | Брюссель         | Бельгія              | 3 – 1     | Боснія і Герцеговина | КЄвро            | -    |          |
| 6-9-2015   | Нікосія          | Кіпр                 | 0 – 1     | Бельгія              | КЄвро            | -    |          |
| 10-10-2015 | Андорра-ла-Велья | Андорра              | 1 – 4     | Бельгія              | QEuro            | 1    |          |
| 13-10-2015 | Брюссель         | Бельгія              | 3 – 1     | Ізраїль              | КЄвро            | -    |          |
| 13-11-2015 | Брюссель         | Бельгія              | 3 – 1     | Італія               | товариський матч | -    |          |
| 29-3-2016  | Лейрія           | Португалія           | 2 – 1     | Бельгія              | товариський матч | -    |          |
| 5-6-2016   | Брюссель         | Бельгія              | 3 – 2     | Норвегія             | товариський матч | -    |          |
| 13-6-2016  | Ліон             | Бельгія              | 0 – 2     | Італія               | Євро             | -    | 62'      |
| 18-6-2016  | Бордо            | Бельгія              | 3 – 0     | Ірландія             | Євро             | -    | 57'      |
| 22-6-2016  | Ніцца            | Швеція               | 0 – 1     | Бельгія              | Євро             | 1    |          |
| 26-6-2016  | Тулуза           | Угорщина             | 0 – 4     | Бельгія              | Євро             | -    |          |
| 1-7-2016   | Лілль            | Уельс                | 3 – 1     | Бельгія              | Євро             | 1    |          |
| 1-9-2016   | Брюссель         | Бельгія              | 0 – 2     | Іспанія              | товариський матч | -    | 46'      |
| 6-9-2016   | Нікосія          | Кіпр                 | 0 – 3     | Бельгія              | КЧС              | -    | 84'      |
| 25-3-2017  | Брюссель         | Бельгія              | 1 – 1     | Греція               | КЧС              | -    |          |
| 28-3-2017  | Сочі             | Росія                | 3 – 3     | Бельгія              | товариський матч | -    |          |
| 5-6-2017   | Брюссель         | Бельгія              | 2 – 1     | Чехія                | товариський матч | -    | 46'      |
| 27-3-2018  | Брюссель         | Бельгія              | 4 – 0     | Саудівська Аравія    | товариський матч | -    |          |
| Усього     |                  | Матчів               | 30        |                      | Голів            | 6    |          |